# Alfred von Kropatschek
Alfred rytíř von Kropatschek (30. ledna 1838 – 2. května 1911) byl generál rakouské armády a zbraňový konstruktér druhé poloviny 19. století.
Kropatschek zkonstruoval několik typů pušek a revolverů ve spojení se společností Steyr. Tyto zbraně byly používány ozbrojenými silami rakouského císařství a několika dalších národů.

## Život
Alfred von Kropatschek navštěvoval Dělostřeleckou akademii v Olomouci a Hranicích. Roku 1859 se účastnil války v Itálii a v letech 1861 - 1863 absolvoval vyšší dělostřelecký kurz. V roce 1864 byl přidělen k Artillerie-Comité ve Vídni. Po prusko-rakouské válce roku 1866 pracoval na zavedení zadovky do výzbroje armády.
V roce 1869 učil arcivévodu Jana Nepomuka Salvátora matematiku a fyziku.
V roce 1870 požadoval vyzkoušení a následné zavedení armádního revolveru od firmy Leopolda Gassera.

## Pušky a revolvery

### Rakousko-Uhersko
- Model karabiny Gendarmarie z roku 1881 (známý též jako M1874/81)
- Zkušební model pušky z roku 1881

### Francie
- Fusil de Marine Mle 1878
- Fusil d'Infanterie Mle 1884
- Fusil d'Infanterie Mle 1885

### Portugalsko
- Model pušky z roku 1886
- Model krátké pušky z roku 1886
- Model karabiny z roku 1886